# Brian Cashman
Brian Cashman (né le 3 juillet 1967 à Rockville Centre, New York, États-Unis) est le directeur-gérant et vice-président senior des Yankees de New York des Ligues majeures de baseball.

## Biographie
Employé des Yankees depuis 1986, il est nommé directeur-gérant de l'équipe en février 1998, alors qu'il est âgé de 30 ans.
Depuis son entrée en poste, les Yankees ont remporté six fois le championnat de la Ligue américaine et trois fois la Série mondiale, en 1998, 1999, 2000 et 2009.
Après la saison 2008, il a signé un nouveau contrat le reconduisant dans ses fonctions pour trois saisons.
En 2013 et 2014, les Yankees ratent les séries éliminatoires deux saisons de suite pour la première fois depuis 1992-1993. Néanmoins, Cashman voit le 10 octobre 2014 son contrat être prolongé pour trois autres années.